# أكسل وأيكل أكسكل
كان أكسل أكسكل (3 أبريل 1915 - 29 أكتوبر 2011) وأيكل أكسكل (24 أبريل 1922 - 22 سبتمبر 1995) ناشطين مثليين وزوجين شريكين مدى الحياة دنماركيين. كانا أول شريكين مثليين يدخلان في شراكة مسجلة في أي مكان في العالم بعد إضفاء الصفة القانونية على قانون الدنمارك لتسجيل الشراكات المثلية في عام 1989، وهو تشريع تاريخي كانا لهما دور أساسي في تحقيقه. عاشا معا كشريكين في علاقة دامت لأكثر من 40 عاما، وتبنيا لقب مشتركا، أكسكل، وهو مزيج من أسماءهما، كتعبير عن التزامهما وحبهما لبعضهما.

## سيرة
قام أكسل، وإسمه الأصلي «أكسل لونداهل-مادسن»، وأيكل، وإسمه الأصلي «أيكل إسكيلدسن»، مع العديد من الأصدقاء مستوحين من إعلان الأمم المتحدة لحقوق الإنسان لعام 1948، بتأسيس «رابطة 1948» (بالدنماركية: Forbundet af 1948، اختصارا: F-48)، أول منظمة دنماركية لحقوق المثليين. وبحلول عام 1951، كانت عضوية (F-48) قد ارتفعت إلى 1339 شخصا، وكانت هناك فروع لها في السويد والنرويج. في عام 1985، أصبحت F-48 تسمى ب«الجمعية الدنماركية الوطنية للمثليين والمثليات» (بالدنماركية: Landsforeningen for Bøsser og Lesbiske، Forbundet af 1948 or LBL). ونشر الشريكان أيضا العدد الأول من مجلة غير قانونية حينها تشتمل على الشبقية المثلية، وهي مجلة «الصديق» (بالدنماركية: Vennen) في عام 1949، واستمرت في النشر من عام 1959 حتى عام 1970.
أصبحت الدنمارك أول دولة في العالم تعترف قانونيا بالعلاقات للأزواج المثلية عبر الشراكة المسجلة عام 1989، والتي تتساوي تقريبا في الحقوق التي تمنحها مع حقوق الزواج بين رجل وامرأءة. في 1 أكتوبر 1989 «تزوج» الشريكان و 10 أزواج مثلية دنماركية أخرى من قبل توم أهلبيرغ، نائب رئيس بلدية كوبنهاغن، في البلدية، ورافق ذلك اهتمام وسائل الإعلام في جميع أنحاء العالم. بعد وفاتهما وبعد أن عاشا معا كشريكين في علاقة دامت لأكثر من 40 عاما؛ تم في عام 2013 اختيار أكسل أكسكل من قبل منتدى المساواة كواحد من 31 رمزًا شهر تاريخ المثليين.

## وفاتهما
بعد أن عاشا معا كشريكين في علاقة دامت لأكثر من 40 عاما:
- توفي أيكل أكسكل في 22 سبتمبر عام 1995 عن عمر يناهز 73 عامًا.
- وتوفي أكسل أكسكل في 29 أكتوبر عام 2011 عن عمر يناهز 96 عامًا.

## وصلات خارجية
- Obituary of Axel Axgil in The Independent by ماركوس ويليامسون
- 1st Partnership page
- Famous GLTB